# Lycaugesia gratificula
Lycaugesia gratificula är en fjärilsart som beskrevs av Dyar 1914. Lycaugesia gratificula ingår i släktet Lycaugesia och familjen nattflyn. Inga underarter finns listade i Catalogue of Life.